# Glacialisaurus
Гляціалізавр (Glacialisaurus) — рід зауроподоморфа з ранньоюрської формація Hanson на території нинішньої  Антарктиди. Включає один вид — Glacialisaurus hammeri. Описано Натаном Смітом і Полом Дієго в 2007 р. На основі частково збереженої задньої кінцівки і стопи.
Філогенетичний аналіз спорідненості гляціалізавра показує, що він не належав до Eusauropoda базальних завроподоморфів, і, швидше за все, пов'язаний з такими формами як Saturnalia i платеозавр. За будовою стопа його нагадує стопу lufengozaura, ранньоюрського завропода з території нинішнього Китаю, a філогенетичний аналіз вказує на те, що ці роди могли бути близько спорідненими. Відкриття цього примітивного завроподоморфа з формації Hanson — де знайдено також рештки завроподів — доводить, що на початку юрського періоду співіснували як примітивні форми, так і досить просунуті.
Назва гляціалізавр означає «льодовий ящер» i походить від грецького слова sauros («ящур») i латинського glacialis, що означає «лід» i стосується льодовика Бердмора в  Трансантарктичних горах, де було знайдено скам'янілі рештки гляціалізавра. Назву типовому виду дано на честь д-ра Вільяма Р. Хаммера (англ. William R. Hammer) з Augustana College, відзначаючи його поважний внесок у палентологію і дослідження Антарктиди.

## Виноски
1. 1 2   Smith Nathan D., Pol Diego. Anatomy of a basal sauropodomorph dinosaur from the Early Jurassic Hanson Formation of Antarctica // Acta Palaeontologica Polonica. — 2007. — Vol. 52, No 4. — P. 657–674.
2. ↑  http://antarcticsun.usap.gov/science/contenthandler.cfm?id=1300 [Архівовано 28 квітня 2008 у Wayback Machine.] A big find. Scientists describe previously undiscovered dinosaur that lived 190 million years ago // The Antarctic Sun. — 2008-11-11.